# Estádio do Marítimo
O Estádio do Marítimo, anteriormente designado Estádio dos Barreiros, localiza-se na cidade do Funchal, na Ilha da Madeira, Portugal e é propriedade do Club Sport Marítimo, onde manda os seus jogos. Foi inaugurado a 5 de Maio de 1957 e reinaugurado em 2016, tem 10 600 lugares sentados totalmente cobertos, incluindo 42 camarotes distribuídos por dois níveis.
Lugar mítico do futebol madeirense, conhecido pelo "Caldeirão dos Barreiros", foi propriedade da Região Autónoma da Madeira até 2009. Em reunião de Conselho do Governo Regional da Região Autónoma da Madeira a 13 de Setembro de 2007, o estádio passou a ser propriedade do Club Sport Marítimo.
Alvo de remodelação profunda, já nas mãos do Club Sport Marítimo, entre 2009 e 2016 o estádio transformou-se, por criação do Arq. Pedro Araújo, num equipamento de elevada qualidade para a realização de espetáculos desportivos, culturais e de lazer, moderno e polivalente. O estádio foi alvo de um investimento de 46.5 milhões de euros tendo o Governo Regional da Madeira comparticipado com 31.5 milhões e o Marítimo com o restante.

## História (1923-1957)
A história do Estádio dos Barreiros inicia-se em 1923, ano em que o Clube Desportivo Nacional tomou posse de cerca de 18.000 m² de terrenos no Sitio dos Barreiros para a construção de um recinto pelado onde se praticava futebol, em concorrência com o campo Almirante Reis, no centro do Funchal.
As obras tiveram início em 1925 e em 26 de Junho de 1927, o campo de futebol foi inaugurado, com a presença do Vitória Futebol Clube de Setúbal.
Consistia num terreno de terra batida com as dimensões regulamentares para a pratica de futebol (não havia qualquer pista de atletismo), e uma orientação quase perpendicular ao recinto atual (Poente-Nascente). Incluía umas pequenas bancadas localizadas a Poente e outras a Sul. Este Campo desenvolvia-se de forma paralela à Rua Dr. Pita e ocupava os terrenos (em cerca de 5.000 m²) da atual Rua dos Barreiros, que na altura não existia, bem como parte do terreno do atual Estádio na sua parte Norte junto à Rua Dr. Pita (com cerca de 13.000 m²).
Então, dos cerca de 30.899 m² do atual Estádio, apenas 13.000 m² foram, nessa altura, ocupados pelo campo (Stadium) dos Barreiros, nos poucos anos em esteve na posse do Clube Desportivo Nacional.
Apesar da inauguração ter ocorrido em 1927, as obras só ficaram concluídas em 1930 e com custos muito elevados para a altura (848 contos).
É nesta altura que o Club Sport Marítimo, mais interessado no investimento no (seu) campo do Almirante Reis, chega a não participar em competições regionais, destacadas para o campo dos Barreiros.
Pouco demorou até que o acumular os problemas financeiros por parte do Clube Desportivo Nacional viessem à tona. Os custos das obras - por pagar - e as despesas com a manutenção e gestão do espaço não encontraram cobertura, não tendo sido possível reunir esforços a partir de qualquer grupo de sócios e simpatizantes daquele clube, no sentido de salvar o respetivo património.

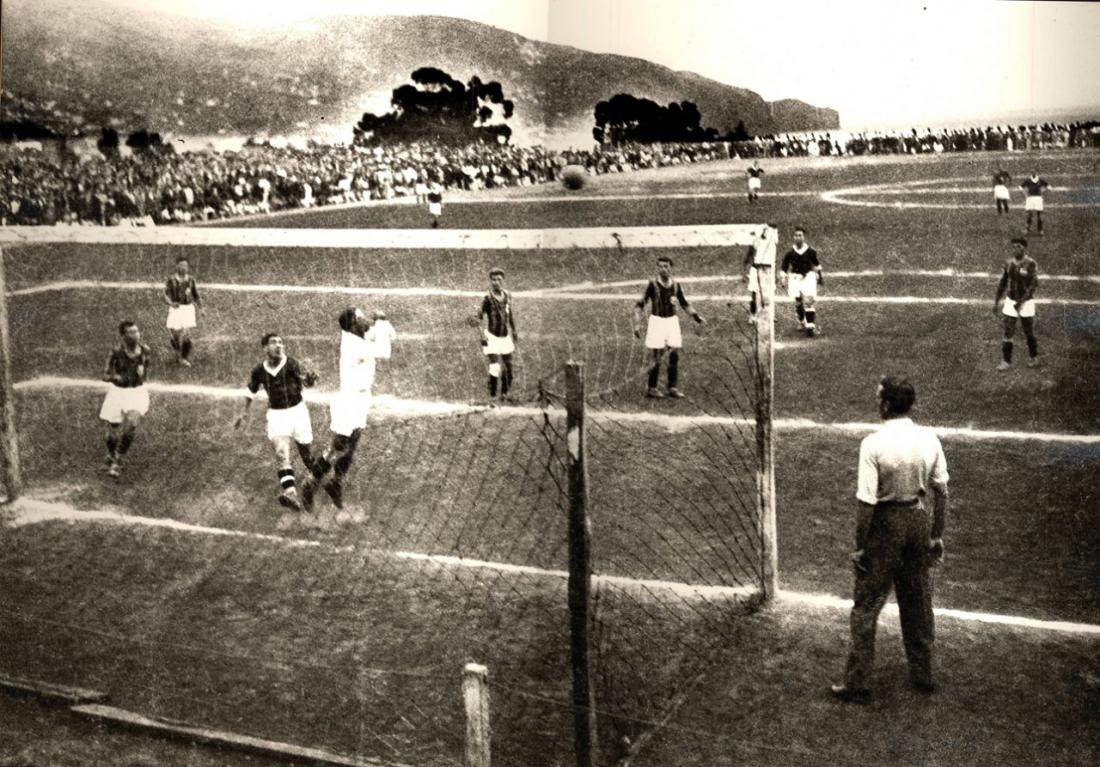
Campo dos Barreiros - 1936

Assim, apenas três anos depois da conclusão das obras, Diogo Freitas, gerente comercial e consorte e António Pereira Camacho, construtor civil e consorte, empreiteiros, em consequência do não pagamento de dívidas, arremataram judicialmente no dia 4 de Março de 1933, o prédio denominado Stadium dos Barreiros ou Campo dos Barreiros, perante o Tribunal Judicial do Funchal com autos de execução requeridos contra o Clube Desportivo Nacional, distribuídos ao então Escrivão do quarto ofício, António Fernandes Camacho, tendo ficado proprietários plenos do prédio que se compunha de cerca de dezoito mil metros quadrados(18.000 m²), descritos pelos números 27.319, 75.320 e 27.321 do Livro B (matriz predial, artigo 37).
Termina aí, logo em 1933, ou seja dez anos após ter tomado posse do terreno, a curta relação do Clube Desportivo Nacional com o Campo dos Barreiros.
Ultrapassada a breve fase nacionalista, e após aquela arrematação, um grupo de personalidades, constituído por figuras ilustres da Madeira - incluindo os novos proprietários (empreiteiros) - decidiram manter o Campo em atividade suportando as despesas de manutenção.
Criou-se, então, uma "Comissão de Manutenção e de Exploração" do espaço, constituída por um extenso grupo de personalidades e empresas do Funchal, na defesa de um espaço da Cidade e para o Desporto.
Mas, em 1938, também aquele grupo viu infrutífera a sua ação, tendo pedido à então Junta Geral do Funchal que nele realizasse os melhoramentos necessários (in Notícia Histórica, no mesmo Boletim) devido ao mau estado de conservação do campo. Há relatos de jogos transferidos para outros locais devido ao lamaçal em ficava o campo quando chovia.
No mês de Março de 1938, a Junta Geral do Funchal deliberou fazer o estudo das obras necessárias para a construção de um Estádio digno desse nome e da Cidade e nomeou uma comissão para se encarregar desse estudo. Em Fevereiro de 1939 o estudo foi entregue à Junta Geral do Funchal e o anteprojeto foi aprovado. As obras previstas foram orçadas em 1.400 contos e o campo ficaria com uma lotação de 10.600 espectadores.
Na sequência deste estudo, e, diz-se, por influência do Vice-Presidente da Junta Geral Autónoma do Distrito, o Eng. António Egídio Henriques de Araújo, que era ao mesmo tempo membro da lista de acionistas (personalidades) da referida Comissão que assegurou a manutenção (funcionamento) do Campo após 1933, e segundo outorgante, em representação da Junta Geral do Funchal na escritura de 24 de Fevereiro de 1939, os senhores Diogo Freitas e consorte e António Pereira Camacho e consorte, legítimos proprietários do prédio “Stadium dos Barreiros” prometeram à Junta Geral do Funchal a cedência gratuita, ou doação de todo o prédio (de dezoito mil metros quadrados), subordinado às seguintes condições:
a) pagamento a António Pereira Camacho a importância de 35.000$00;
b) 2.300$00 por contribuição predial;
c) Livre-trânsito para os elementos da comissão de manutenção ou exploração do campo;
d) o uso do referido prédio principalmente para o exercício da educação física dos alunos dos estabelecimentos de ensino da Região, sem quaisquer indicações imediatas que não a de realização oportuna das obras necessárias ou convenientes à mesma e aplicação exclusiva e permanente do bem à prática desportiva.
Nessa altura, recorde-se, existia um campo de futebol, sem pista de atletismo, num terreno de 18.000 m².
Algumas referências registam que a cedência do campo é feita pelos acionistas ou associados (da Comissão de Exploração) mas a escritura pública de 24 de Fevereiro de 1939 apenas refere que é concretizada pelos dois empreiteiros. Pelo que tudo aponta para que a “dívida” pendente devido às obras efetuadas (até 1930) a mando do Clube Desportivo Nacional, tenha sido efetivamente saldada por esse grupo que também se encarregou (aí sem sucesso a curto prazo) da manutenção do espaço. Motivados pelo facto de entenderem ser aquele espaço, destinado ao desporto, uma mais-valia para a Cidade do Funchal que merecia aquela intervenção.
Após a tomada de posse dos referidos 18.000 m², a Junta Geral do Funchal encarregou um arquiteto para elaborar o projeto dum recinto de Jogos, o que não chegou a concretizar-se, devido ao reconhecimento de que a área disponível nos Barreiros (o terreno recebido) não era suficiente para construir o Estádio pretendido.
A solução do problema foi então entregue à Câmara Municipal do Funchal, que, em 1947 nomeou uma comissão com a finalidade de encontrar um novo local. Esta comissão depois de ter visitado diversos terrenos (Quintas Pavão e Bianchi, Pombal, Almirante Reis e Ilhéus), chegou à conclusão que o sitio apropriado era mesmo o dos Barreiros, na zona do antigo campo, sendo, no entanto necessário expropriar mais cerca de 20.000 m² para o lado poente, permitindo a criação de novos acessos viários e que o novo Estádio pudesse servir outros desportos além do futebol, nomeadamente, o Atletismo.
Em 23 de Março de 1949 deliberou a Junta Geral, encarregar o arquiteto António Couto Martins para elaborar o projeto de ampliação do Campo dos Barreiros. Para este propósito o Estado Português comparticipou com 1.000 contos, em 21 de Março de 1951 através do Comissariado do Desemprego.
Mais tarde, em 1952, o projeto foi retificado pelo mesmo arquiteto e pelo Eng. Félix do Amaral.
Na sequência da aprovação do projeto a Câmara Municipal do Funchal, sob o patrocínio da Junta Geral do Funchal, procedeu entre 30 de Setembro de 1952 e 19 de Janeiro de 1953 a diversas expropriações, totalizando cerca de 20.000 m², em que os expropriados declararam, no termo de expropriação com força de escritura pública, que aceitavam e se davam satisfeitos com as quantias recebidas, cedendo livre e espontaneamente para todo o sempre à Junta Geral do Funchal, todo o domínio, direito e posse ou acção que à mesma tinham e possuíam. A maior parte do terreno então expropriado pertencia a uma empresa (“The Ocean Island Fruits Company limited”) com cerca de 15.800 m².
O concurso público foi realizado no dia 25 de Março de 1953, sendo a obra sido adjudicada ao construtor João Augusto de Sousa.
Em 27 de Abril do mesmo ano iniciaram-se as obras, tendo sido o Governador do Distrito, capitão-de-mar-e-guerra Camacho de Freitas a dar a primeira “enxadada”.
A receção definitiva da obra foi concretizada a 18 de Fevereiro de 1956.

## Estádio dos Barreiros (1957-2009)

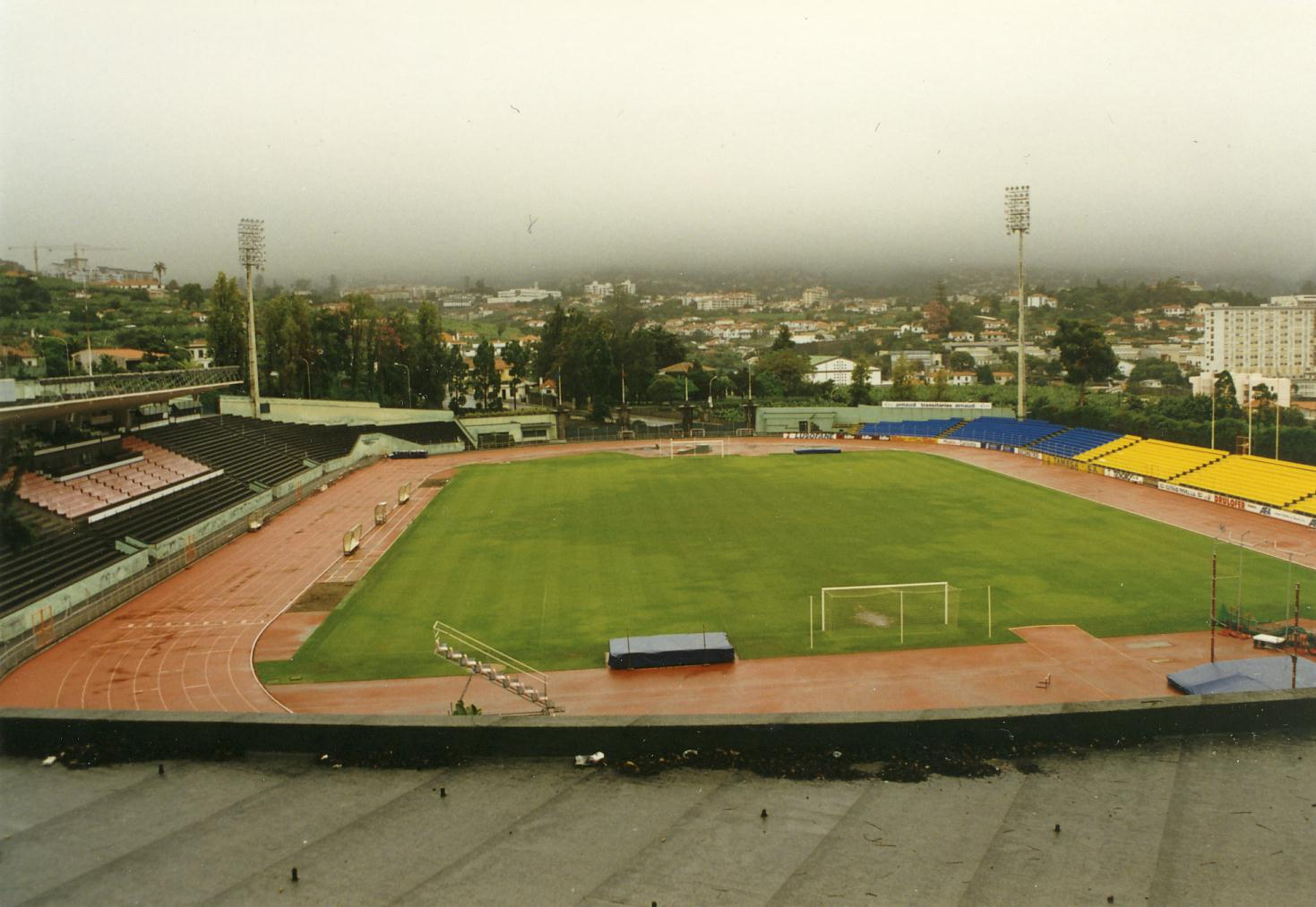
Antigo Estádio dos Barreiros - 1997

O projeto do antigo Estádio dos Barreiros foi elaborado pelo arquiteto António Couto Martins em 1953. A  implantação do Estádio ocupou cerca de 26.600 m² para uma capacidade de cerca de 17.000 espectadores distribuídos por duas Bancadas, uma a Poente constituída pela denominada "Central" e duas "Cabeceiras" - Norte e Sul - e a Bancada Nascente, mais conhecida pelo "Peão", por ser uma bancada destinada a espectadores que viam os jogos de pé. A área do parque de estacionamento era de 1.800 m² e situava-se a Poente, por detrás da Bancada Central. O relvado tinha as dimensões de 107 x 70 m, com uma orientação Norte-Sul, envolvida por uma pista de atletismo com apenas 4 pistas em terra batida. Os balneários situavam-se no topo sul do estádio onde se situava o marcador de informação do resultado, muito característico, já que os números eram colocados a mão junto à parede por cima das portas dos balneários. O custo total da obra atingiu os 12.000 contos, para além do custo das expropriações que atingiu os 2.300 contos, aproximadamente. A comparticipação do Estado ascendeu a pouco mais de 1.300 contos.
No dia 5 de Maio de 1957, realizou-se, às 15.30 horas, a inauguração do antigo Estádio dos Barreiros, presidida pelo então Ministro das Obras Públicas o Eduardo de Arantes e Oliveira, na presença de 12 mil espectadores, tendo-se obtido uma receita de bilheteira de cerca de 254 contos.
Desde então, muitas pequenas obras foram efetuadas no estádio, para o adaptar às necessidades dos nossos dias, que o alteraram significativamente do ponto de vista estético e mesmo funcional.
Das alterações introduzidas, salientamos; as 8 pistas de atletismo em piso sintético, sendo para isso necessário o corte da Bancada - Cabeceira Norte - a construção de uma tribuna, cabines de imprensa, a redução da área do recinto de jogo, a reconversão do "Peão" em zona de bancada, e a colocação de cadeiras plásticas individuais aparafusadas às antigas Bancadas de pedra de basalto natural da Madeira.

## Projeto de remodelação (2009)

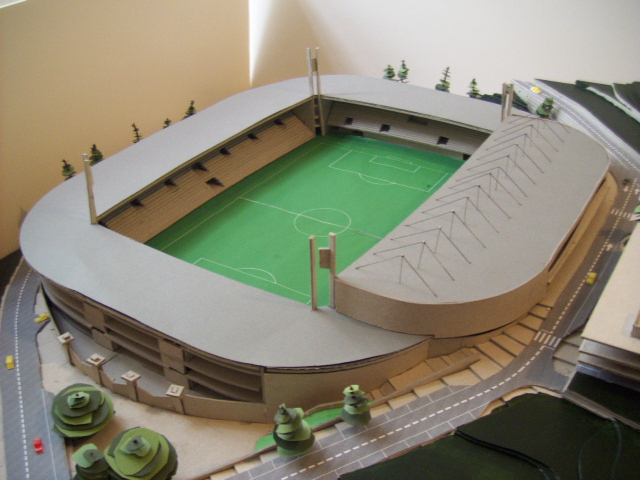
Maquete do Projecto de Remodelação - 2009

Com a entrada no novo milénio e com as equipas madeirenses a ascenderem ao topo do futebol português, e qualificando-se para provas organizadas pela UEFA, tornou-se evidente a necessidade de intervenção profunda no Estádio dos Barreiros.
Estando programado, para o Clube Sport Marítimo, um apoio do Governo Regional da Madeira para a construção de infraestruturas desportivas, dignas e apropriadas para a dimensão do clube, foi decidido pelo Governo a cedência do Estádio dos Barreiros ao clube e a assinatura de um contrato programa de apoio  para concretização das necessárias obras, sob contrapartidas bem definidas nos contratos.
Assim se salvaguardaram, num único processo, as duas situações: as obras, incontornáveis, no Estádio dos Barreiros e as necessidades desportivas do maior clube regional.

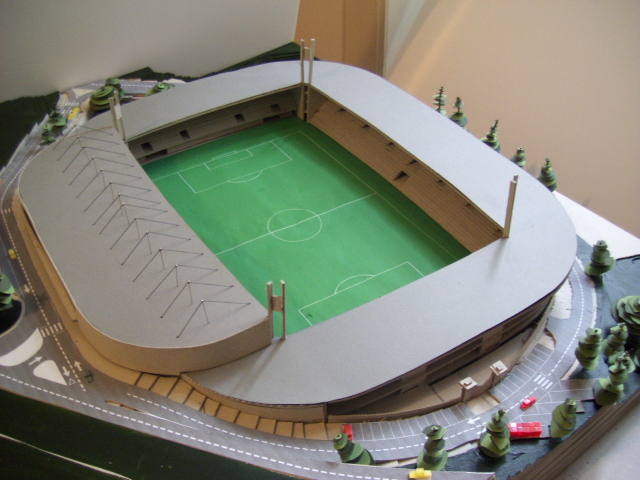
Maquete - 2009

Em 2008 o Club Sport Marítimo, por iniciativa do seu Presidente José Carlos Rodrigues Pereira', contratou a PLACAR - Projectos, Ordenamento e Informação Lda, com sede no Funchal que sob a coordenação técnica do Arquiteto Pedro Araújo desenvolveu o projeto de arquitetura, com um programa bem definido pela direção do clube. O estádio teria que ter pelo menos 9.000 lugares cobertos, que cumprisse todas as normas da UEFA e da Liga Portuguesa e que fosse ao mesmo tempo um Estádio "Comercial" com zonas comerciais suficientes para que o clube possa garantir a manutenção e a viabilidade ao longo da vida útil do mesmo. Esta foi, desde a primeira hora, uma condição do Governo Regional para conceder o apoio público necessário para a concretização da obra.
O projeto de arquitetura, então desenvolvido, além de garantir segurança, comodidade, acessos e estacionamentos condignos, apresentou uma solução com bancadas em todo o redor do campo e muito próximo deste, garantindo não só o necessário ambiente de festa e a excelente visibilidade, como também assegurou que essa distribuição evitava o maior desenvolvimento em altura da Bancada Nascente - antigo peão, reduzindo assim o impacto volumétrico do Estádio e garantindo as vistas panorâmicas sobre o belíssimo anfiteatro do Funchal, cidade capital da Região Autónoma da Madeira.
Em 2009, o Clube Sport Marítimo lançou o concurso público para a construção e remodelação do Estádio, tendo por preço base o valor de 46,5 milhões de euros, apesar do Governo Regional ter apenas assegurado o financiamento de 31,5 milhões de euros, que, todavia, garantia o avanço da obra de imediato, com a construção da componente desportiva prevista no Projeto. Para salvaguarda de qualquer imprevisto ou problema de financiamento, a obra foi preparada para ser desenvolvida por fases, permitindo a utilização do Estádio durante a obra, ao mesmo tempo que separou (temporal e financeiramente) a componente desportiva (recinto de jogos) e conexa (bancadas, balneários, apoios ao espetáculo) da restante parte comercial (que pode ser posteriormente concretizada e financiada da forma e na altura que for possível, à medida que se encontram parceiros investidores).
Em Agosto de 2009, numa visita à região, o observador da Liga Portuguesa de Futebol, confirmou que o projeto salvaguardava as condicionantes da UEFA para ali ocorrerem os eventos da sua jurisdição.

## Remodelação (2009-2016)

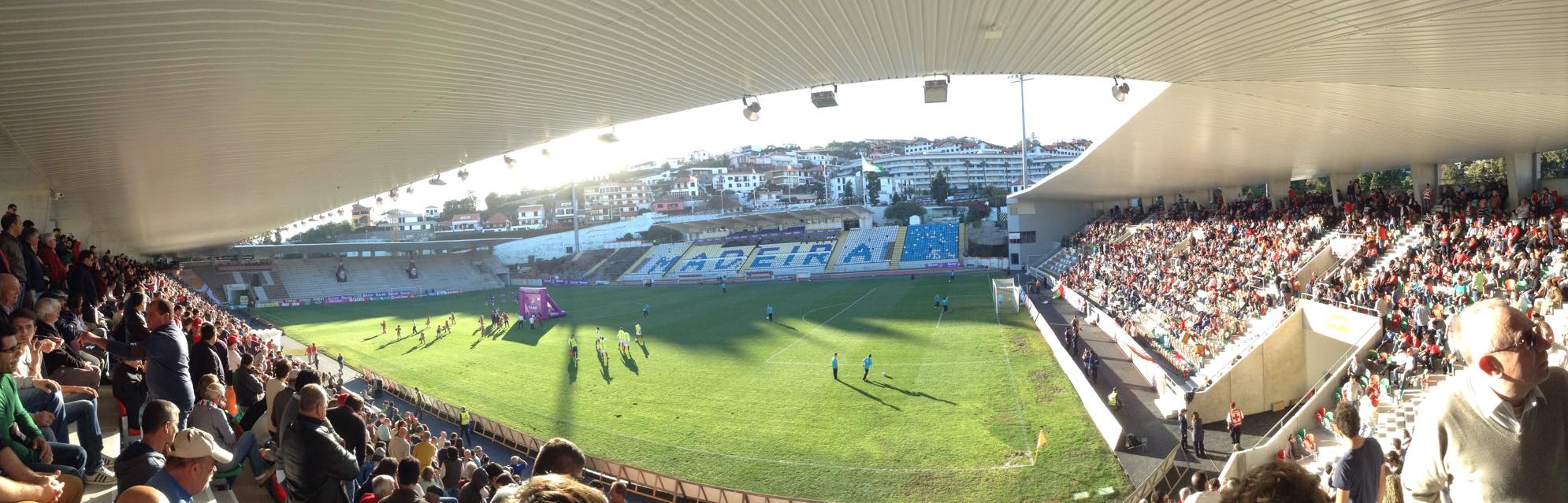
Inauguração da nova bancada nascente (1ºfase)

A obra iniciou-se em Agosto de 2009 sob a responsabilidade de um agrupamento de empresas de construção - Tecnovia S.A, Tecnovia Madeira e Zagope - e previa-se a respetiva inauguração a tempo do centenário do Clube Sport Marítimo, em 2010. A obra iniciou-se pela Bancada Nascente - 1ª Fase, permitindo que decorressem, sem problemas, os jogos caseiros do Marítimo nas competições nacionais.
Por dificuldades administrativo - burocráticas relacionadas com o financiamento, a execução da obra abrandou de forma abrupta em Outubro de 2010, garantindo, mesmo assim o final da 1ª Fase da obra que culminou com a abertura da Bancada do Topo Norte com cerca de 2.500 espectadores.
Sem nunca ter parado, a obra retomou o seu andamento normal e a um bom ritmo em Julho de 2014 com o objetivo de concluir a 2ª Fase da obra, que correspondia a abertura da Bancada Nascente e do topo sul e a construção de balneários sob a bancada nascente, garantindo assim o normal funcionamento do Estádio. Com a conclusão desta fase o Estádio ficou com uma capacidade para cerca de 7.500 espectadores.

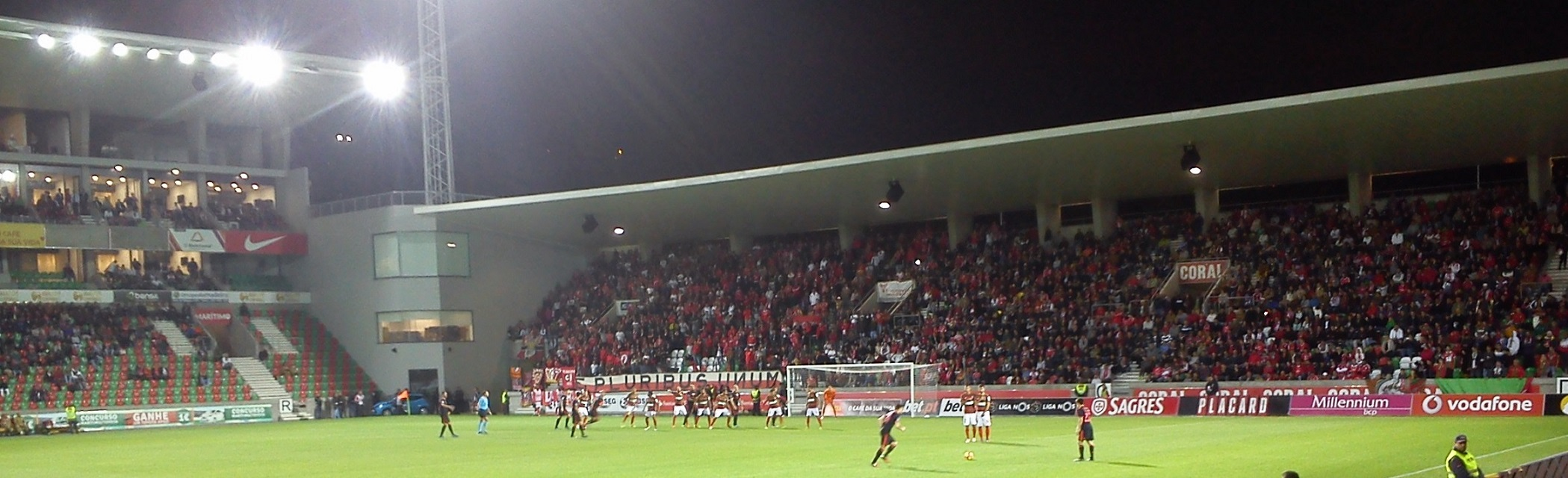
Inauguração da 3ª Fase no jogo Marítimo 2 x 1 Benfica

Em Janeiro de 2015, iniciou-se a 3ª Fase. A antiga Bancada Central foi fechada e demolida para se construir a nova Bancada Central, a principal, onde se encontram os camarotes, as tribunas de imprensa e presidencial e todos os espaços de apoio à imprensa e receção de convidados. É nesta bancada que se encontram também os balneários e todos os espaços dedicados à organização de jogos e espetáculos.  Esta fase que  tinha previsto o seu término no verão de 2016, mas devido a novas dificuldades financeiras, e ao incumprimento do contrato, por parte do Governo Regional, o ritmo da obra abrandou fazendo com que esta se prorrogasse até Dezembro de 2016.
A 21 de Outubro de 2016, parte desta Bancada Poente - antiga central - destinada aos sócios e cativos, foi aberta, perfazendo então uma capacidade de 9 500 lugares.
No dia 2 de Dezembro de 2016, num clima de festa e de jogo da Primeira Liga, entre o Marítimo e o Benfica, no qual a equipada da casa venceu por 2-1, foram inaugurados e abertos os camarotes, a tribuna presidencial e a tribuna da imprensa, concluindo assim a parte da construção destinada aos eventos desportivos e totalizando a capacidade em 10 600 lugares.

## Estádio do Marítimo (2021 - 2023)
Com a remodelação efetuada, após a conclusão das obras realizadas entre 2009 e 2016, o estádio ganhou condições e funcionalidades de excelência que o tornam uma referência no panorama Português e mesmo Europeu, tendo em conta a sua dimensão.
Na época de 2021/22, o Estádio necessitou de algumas obras, importantes para se adaptar a toda e a nova legislação de segurança para eventos desportivos. A central de incêndios, a central de deteção de Gás, a rede de incêndios, a sinalética e os caminhos de evacuação foram redefinidos e colocados a funcionar.
O Centros de Estágio foi colocado em funcionamento e as obras interiores foram retomadas.

### Área de Jogo
A área de jogo onde se desenvolve a principal atividade do estádio, o futebol, tem um comprimento de 105 metros e uma largura de 68 metros, que se manteve em relação ao antigo estádio. A margem em volta do terreno de jogo, tem nos topos 4 metros e nas laterais 3 metros, com pavimento em asfalto e preparado para a instalação de “stands” e outros equipamentos. A área de segurança apresenta nas laterais 6 metros e nos topos 6 metros, construídos em pavimento asfaltado.
O terreno é em relva natural com todos os pormenores para a instalação de um sistema de rega eficiente e uma drenagem eficaz. Devido às condições do relvado colocado em 2010, no verão de 2016 foi colocado de um novo relvado através de sementeira. O terreno de jogo está equipado com todo o material necessário para jogos nacionais e internacionais nomeadamente: balizas, bandeiras de canto, bancos de suplentes com cadeiras almofadadas, bandeirolas, cabine do 4º árbitro, placas de substituição, dois placares eletrónicos de alta definição nos topos norte e sul, carro para macas e duas balizas amovíveis para treinos.

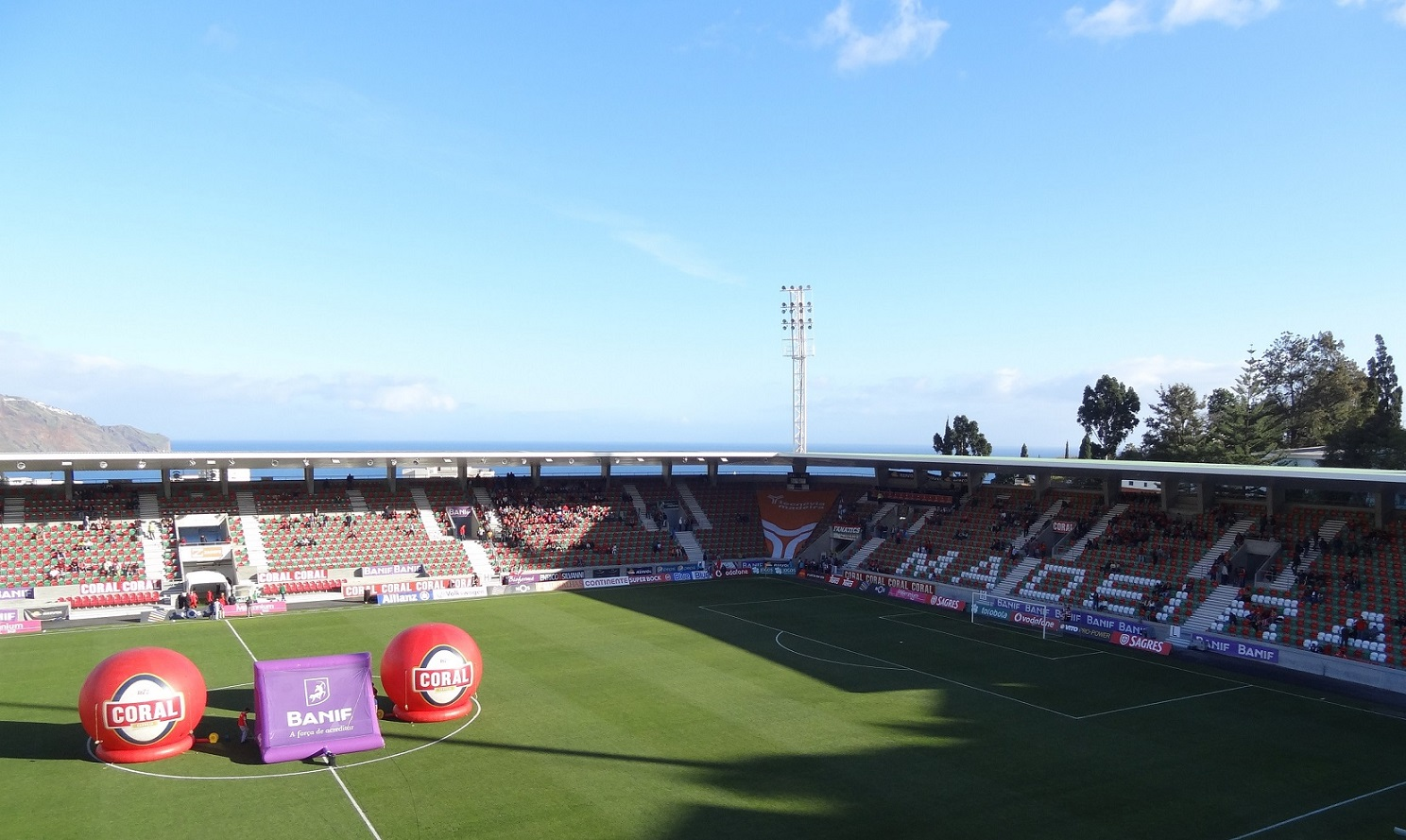
Bancada nascente e Topo sul

### Usos múltiplos
A polivalência deste Estádio, foi desde o início uma grande prioridade de projeto, integrando diversas e diferenciadas valências. O Estádio está preparado para eventos diversificados muito importantes para a viabilização financeira da construção e suportar custos de manutenção.
Nomeadamente:
- Jogos de Futebol – Torneios internacionais de Inverno;
- Jogos de Rugby – Torneios internacionais de veteranos;

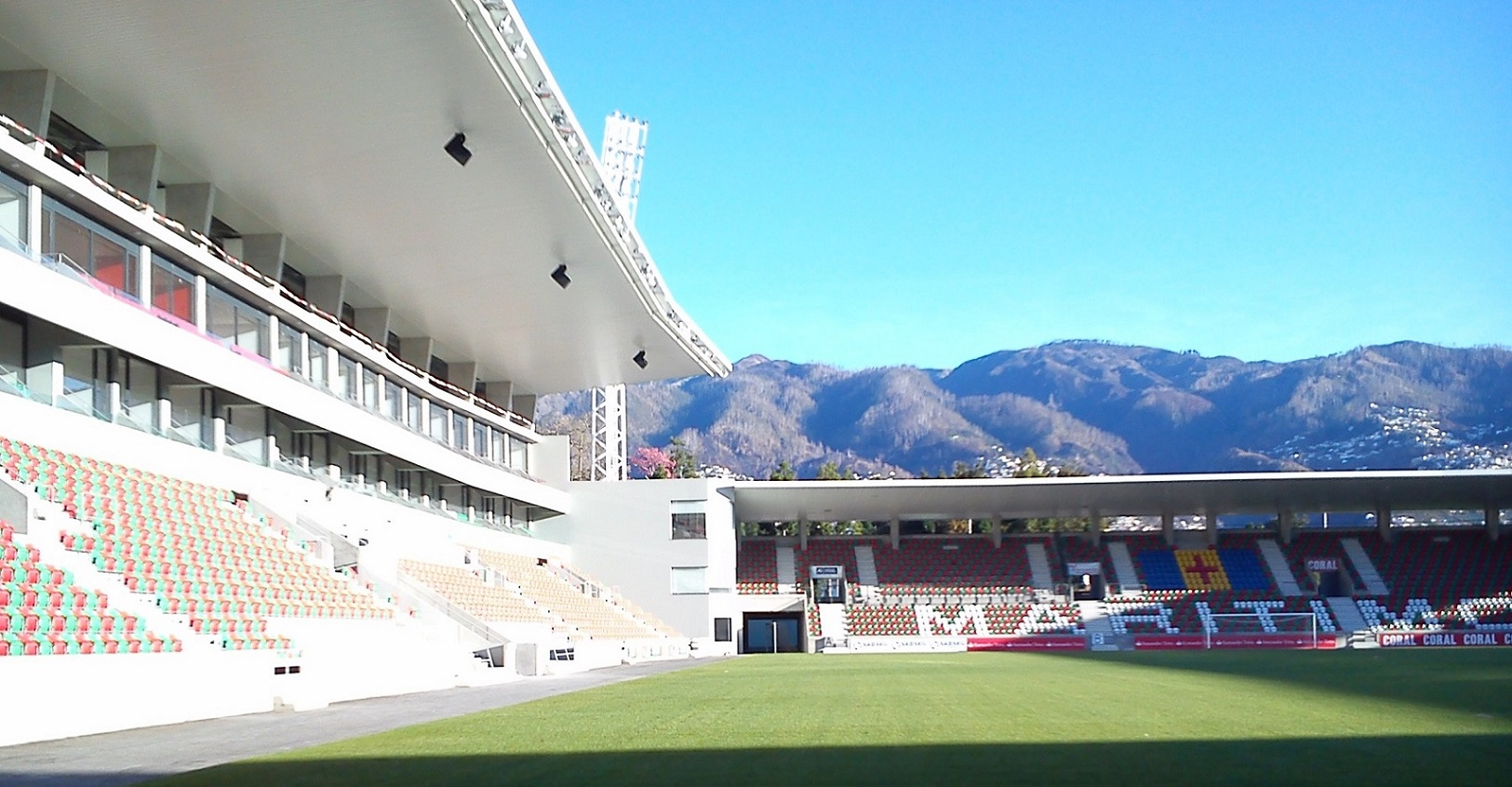
Bancada central - Camarotes e imprensa

- Festas de desporto – Abertura dos Jogos escolares;
- Festivais de Música – Jazz, concertos de música etc..;
- Concertos de Orquestras – Clássicas e modernas;
- Feiras de Desporto, comercial, empresariais etc...;
- Festas – Aniversários, casamentos, apresentações etc.;
- Visitas guiadas ao Estádio.

### Espaços interiores
Ao nível de interiores o Estádio apresenta:

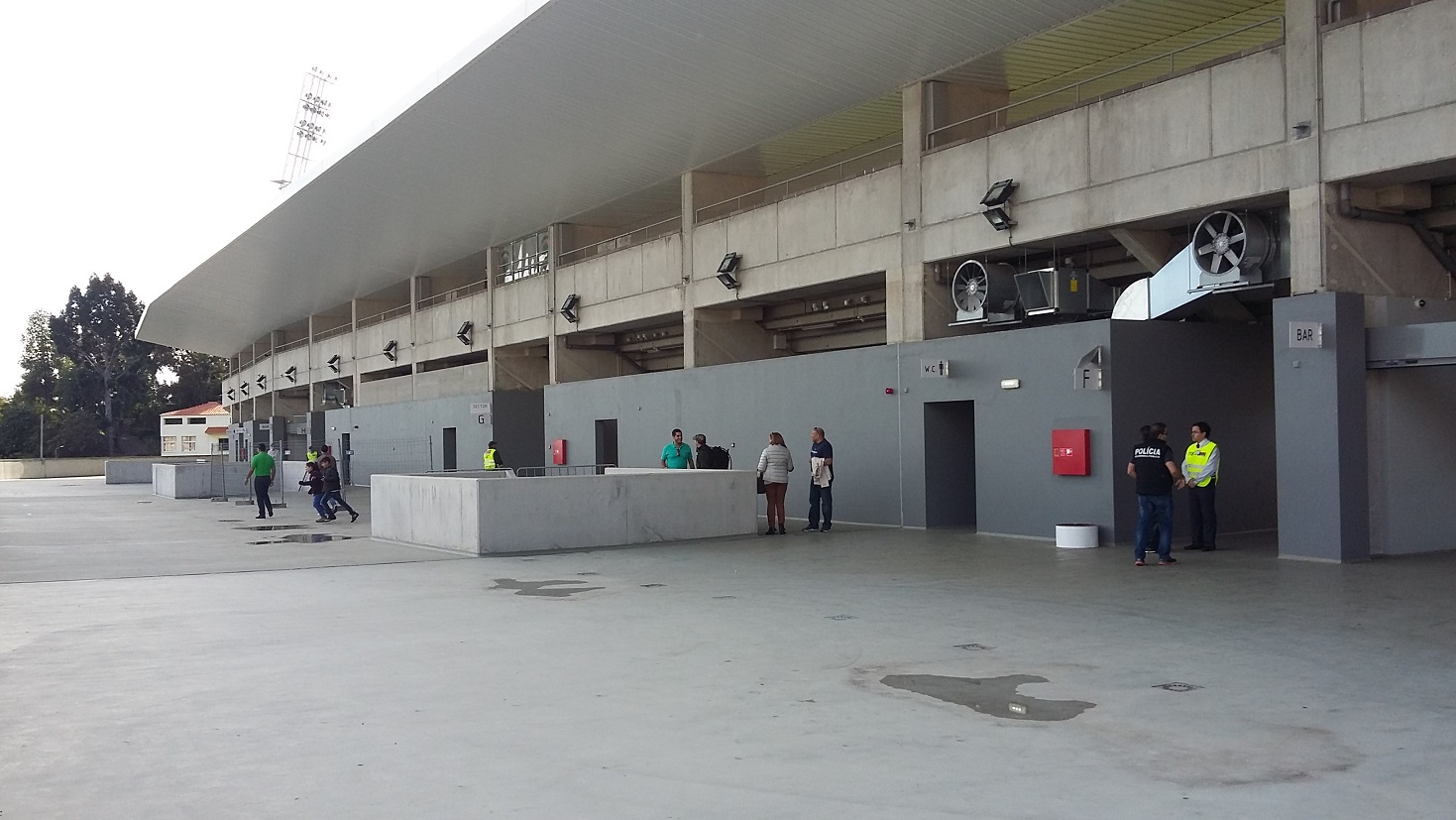
Bancada nascente - Terraço

- 4 Vestiários/balneários para jogadores de Futebol e Rugby;
- 2 Vestiários/balneários para os treinadores das equipas de Futebol.
- 2 Vestiários/balneários para os árbitros de Futebol;
- Gabinete para Delegado do Jogo;
- Instalações de serviços médicos e de primeiros – socorros;
- Duas instalações de apoio médico e primeiros socorros;
- Instalação e serviço de controlo anti-dopagem;
- Duas instalações de aquecimento e musculação;
- Centro de estágio;
- 2 Vestiários/balneários para pessoal na bancada nascente.

### Lugares para espectadores
Os lugares para os espectadores, são constituídos por lugares sentados em tribunas estabelecidas em fiadas em degraus, equipados com assentos ou cadeiras individuais com costas e solidamente fixadas e devidamente identificados e numerados e de fácil limpeza, dispondo no mínimo de 0,50 m de largura por lugar. O número de lugares sentados por fila, entre coxias laterais, não é superior a 40 unidades, ou a 20 lugares quando estabelecidos entre uma coxia e uma parede ou vedação.
O Estádio dispõe de lugares reservados para pessoas com deficiência motora, na proporção de 1 lugar por cada 1000 lugares da lotação global, implantados em espaços próximos das saídas e percursos de evacuação devidamente assinalados.
As tribunas com lugares sentados organizam-se conforme o projeto apresentado, sendo 0,5 metros de largura nos topos e nas laterais do 2º anel com 0,60 m por lugar.
A tribuna presidencial e camarotes diversos têm assentos com costas e braços dos dois lados por pessoa com 0,70m por lugar.
O tipo de cadeiras colocadas tem fixação ao pavimento do degrau e não fixa por cima, além de ser rebatível para permitir a passagem dos espectadores da mesma fila.
Bancadas de topo - Atrás das balizas as bancadas são cobertas para 4.768 lugares, dos quais 2.384 na bancada norte e 2.384 na bancada sul. Estas bancadas têm 8 sectores em cada topo, num total de 16 sectores. Estes sectores têm acessos e entradas independentes para bilhetes mais económicos e para os adeptos das equipas visitantes que entram pela Porta Norte e Sul do Estádio. O topo Norte, foi preparado para ser destinado aos visitantes e o sul para bilhetes mais económicos, destinado a crianças e idosos que se deslocam em excursões organizadas pelo clube, residentes fora do Funchal que chegarão ao Estádio de Autocarro;
Bancadas centrais Poente e Nascente, destinado aos sócios e cativos a bancada poente e a bilhetes mais caros a Bancada Nascente (antigo peão) com acessos por escadas centrais ou pela Porta Norte. Cada uma das bancadas é constituída por 8 sectores, com uma capacidade total para 5.522 lugares dos quais, 2.366 na bancadas poente (Central) e 3.156 na bancada nascente (antigo Peão).
Área dos camarotes destinados aos camarotes de atletas e familiares, camarotes empresas, aos camarotes da comunicação social, e aos camarotes VIP’s com um total de 642 lugares, situa-se na Bancada Central – (Poente) com acesso pela Porta Poente.
Todos os lugares são providos de cadeiras individuais de diferentes cores com de largura por lugar com costas e assentos rebatíveis, com exceção das tribunas e camarotes empresas que têm cadeiras com características diferentes, isto é com de largura estofadas e com braços.

### Outros espaços para espectadores
- Tribuna presidencial central e de honra, situada na bancada poente, destinada a convidados, direção do clube e administração da S.A.D com capacidade para 108 lugares;
- Camarotes - Destinados a empresas e privados inteiramente mobilados o Estádio oferece junto à tribuna Presidencial 16 camarotes dos quais 14 são de 12 lugares e dois de 27 lugares. No piso da comunicação social (96 lugares) encontram-se 18 camarotes com 12 lugares. O nº de lugares em camarotes é de 438 lugares;
- Bares públicos com arrecadação para servir os diversos sectores do estádio distribuídos forma proporcional e dimensionados de acordo com as necessidades de cada sector;
- Restaurante com acesso pela porta poente da atual central, situa-se no piso mais elevado do Estádio, com acesso direto ao Hall principal do estádio, onde se encontrarão dirigentes, VIP e convidados. A Vista é privilegiada para sul (Mar) e para a baia do Funchal (Garajau);
- Bar do Clube está localizado na bancada poente com acesso direto a Porta Poente pela rua dos Barreiros. Servirá para reunir cativos e sócios, todos os dias da semana;
- Posto de Primeiros Socorros para o Público.

### Acessos e Circulações de Público
As entradas e saídas são devidamente indicadas no projeto e dimensionadas na base de 2 up (1,40m) de largura por cada 1.000 lugares. Estas estão devidamente identificadas recorrendo a “lettering” assinalando apenas as que se encontram abertas. Estão indicados os percursos de evacuação para permitir a circulação e permanência de pessoas e em particular as que se desloquem em cadeiras de rodas. Os elevadores têm essa função. Nos percursos de saída e evacuação as portas têm no mínimo 1.80 e são abertas através de barras antipânico colocadas no sentido da saída;

### Instalações Sanitárias para o Público
Organizados em blocos de serviços distribuídos ao longo dos acessos e circulações de público próximas das zonas de bar para ambos os sexos. Todos os sectores são servidos por núcleos de sanitários que se localizam nas proximidades das bancadas, incluindo os sanitários de pessoas de mobilidade reduzida. Os camarotes a tribuna presidencial o restaurante, o bar e outros serviços têm Instalações sanitárias privativas.

### Dispositivos de controlo de espectadores
O estádio está dotado de sistemas de controlo de vigilância, constituído por equipamento de recolha e gravação de imagens em suporte vídeo, em circuito fechado.
O sistema previsto no parágrafo anterior, é gerido a partir de um local protegido (Nas bancadas de topo), em relação de proximidade com as instalações de comando e segurança do recinto, e assegurar a observação, através de imagens de elevada qualidade e nitidez, de todo o recinto desportivo e das zonas destinadas aos espectadores, desde os acessos e vãos situados no recinto periférico, à totalidade das zonas de permanência ou acessíveis ao público.
O estádio está também dotado de um sistema de controlo e contagem automática de entradas, concebido e instalado de modo que possa ser desativado manualmente pelo interior e liberta as saídas para fins de evacuação de emergência.
Os dispositivos de controlo de entradas referidos no número anterior, estão distribuídos ao longo e em correspondência com as entradas para os respetivos sectores de espectadores e integrados nos limites da vedação do recinto periférico exterior.
Nas entradas de cada sector estão instalados os dispositivos de controlo de entradas na proporção mínima de 1 por cada 1.000 espectadores que utilizem essa entrada.

### Zonas para a comunicação Social
O estádio possui as condições para a instalação dos representantes dos órgãos da Comunicação Social. Estes espaços estão distribuídos na Bancada Poente onde se situam as cabines e espaços para acompanhar os espetáculos a decorrer no recinto de jogo.
Todas as salas de imprensa, Sala de redação, Cabines de Rádio, Cabines de TV e a Sala de Conferências situar-se-ão no mesmo piso com fáceis acessos ao terreno de jogo, cabines e tribunas. Estas zonas incluem:

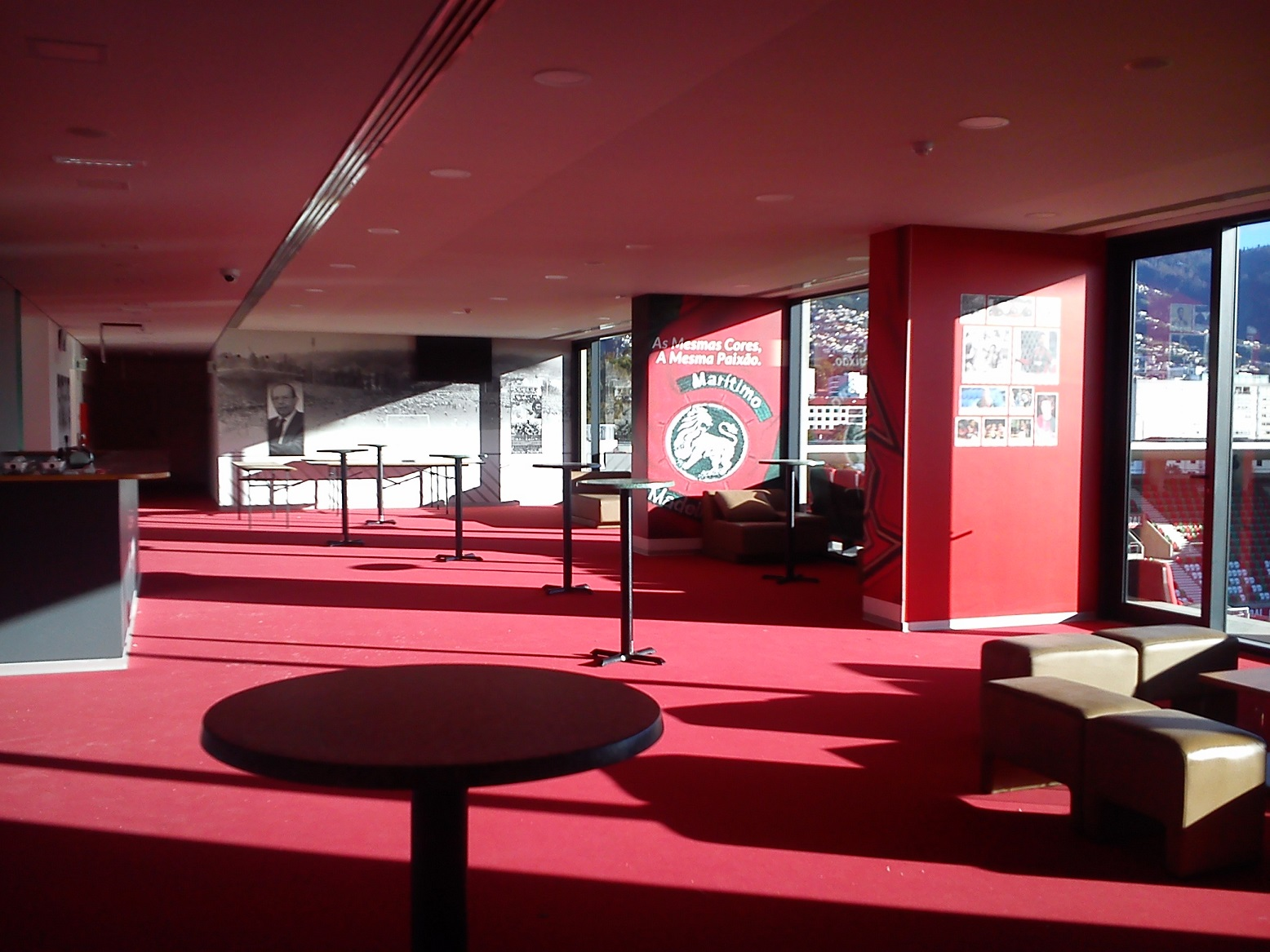
Tribuna presidencial

- Lugares reservados para a imprensa escrita;
- Cabinas de reportagem Rádio /TV e salas de “régie”;
- Plataformas de filmagem;
- Sala de acolhimento e informação;
- Sala de reunião e entrevistas;
- Zona de entrevistas rápidas;
- Sala de Redação;
- Sala de Direção de Imprensa/Secretariado-geral;
- Trincheiras de Reportagem.

### Serviços gerais, administração e controlo
Na infraestrutura estão previstos diversos espaços para serviços e administração de apoio a todas atividades desenvolvidas no recinto, devidamente apetrechados e equipados de acordo com as respetivas funções. Podemos referir os mais importantes:
- Portas para as diferentes utilizações:
- Porta Sul – Atletas e Estacionamentos;
- Porta Poente – Dirigentes, Jornalistas e VIPs;
- Porta Norte – Público Visitante e Portaria/Receção do Estádio;
- Porta Nascente – Público e estacionamentos;
- Gabinete do Diretor de Instalações junto à Porta Norte do Estádio;
- Gabinetes da Administração/Secretária-geral na Bancada Poente;
- As bilheteiras, localizadas em número, dimensão e localização adequadas a cada caso. Estão colocadas em pontos estratégicos próximo das entradas dos Estádio – Porta Poente, Porta Nascente e Porta Norte;
- Serviços de manutenção – Porta Sul, abaixo do campo, onde se situam os depósitos de água, o PT, o controlo de AVAC, bombas de água etc.;
- Diversas arrecadações para materiais de limpeza e manutenção;
- Vestiários e balneários para funcionários existentes por debaixo da Bancada Nascente, que serviram as equipas durante a 2ª Fase da obra. Com a conclusão da obra um dos balneários foi transformado em sala de recuperação, onde existirão equipamentos para o seu bom funcionamento;
- Vestiários e balneários para funcionários das diversas instalações desportivas existente por debaixo da Bancada Nascente;
- Espaços para policia, bombeiros e enfermeiros ao nível do terreno de jogo com fácil acesso ao exterior;
- 'Espaços para stewards – Segurança privada do estádio.

## Principais eventos
Ao longo dos quase 60 anos de existência muito eventos, espetáculos e jogos se realizaram no Estádio dos Barreiros, dos quais se destacam.
1. No dia 12 de Maio de 1991 o Papa João Paulo II visitou pela primeira e única vez a Ilha da Madeira e celebrou missa no Estádio dos Barreiros.
2. No dia 15 de Maio de 1977, o jogo que decidiu a chegada do Marítimo ao 1º escalão do Futebol Português disputou-se no Estádio dos Barreiros, num jogo que assistiram cerca de 25 000 espectadores, o recorde do Estádio.
3. A realização todos os anos, da cerimónia de abertura dos jogos escolares da R.A.M
4. Na época 2022/23 o Estádio foi considerado o 4º melhor de Portugal, logo atrás dos 3 grandes clubes Portugueses.
5. No dia 12 de Março de 2023, num jogo frente ao Benfica, foi batido o recorde de espectadores na atual configuração do estádio inaugurada em 2016. Nessa partida estiveram 10 547 espectadores que corresponde a 99,83 por cento de ocupação.

## Eventos Desportivos

### Seleção Nacional de Portugal
| #                                                        | Data       | Resultado | Oponente | Oponente | Competição                                                | Espectadores |
| -------------------------------------------------------- | ---------- | --------- | -------- | -------- | --------------------------------------------------------- | ------------ |
| 1                                                        | 30/03/1977 | 1–0       | Suíça    | Suíça    | Partida amistosa                                          | 10 000       |
| 2                                                        | 29/03/1987 | 2–2       | Malta    | Malta    | Qualificação para o Campeonato Europeu de Futebol de 1988 | 12 000       |
| 3                                                        | 28/02/2001 | 3–0       | Andorra  | Andorra  | Eliminatórias da Copa do Mundo FIFA de 2002 - Europa      | 9 000        |
| Partidas disputadas após a renovação completa do Estádio |            |           |          |          |                                                           |              |
| 4                                                        | 28/03/2017 | 2–3       | Suécia   | Suécia   | Partida amistosa                                          | 10 415       |

## Assistências
Desde finais dos anos 90 que a média das assistências têm vindo a decrescer nos jogos disputados no Estádio dos Barreiros. Nas últimas épocas, fruto das obras que o estádio tem sofrido, a média das assistências diminuiu para cerca de metade. Na época de 2015/16 as assistências voltaram a aumentar devido ao facto de a 1º fase do novo estádio, com 7 200 lugares cobertos, estar concluída. Os grupos organizados de adeptos são três, templários, fanatics e esquadrão Maritimista, sendo que apenas o último se encontra registado como claque.
Na época 2022/23 as assistências no Estádio do Marítimo subiram para uma média de 8.509 espetadores, com uma ocupação de 80,54% de ocupação para um total de 144.648 espetadores em 17 jogos.
| Época   | Assistências |
| ------- | ------------ |
| 1999/00 | 7.412        |
| 2000/01 | 5.353        |
| 2001/02 | 4.559        |
| 2002/03 | 5.147        |
| 2003/04 | 4.735        |
| 2004/05 | 3.882        |
| 2005/06 | 4.324        |
| 2006/07 | 4.167        |
| 2007/08 | 5.825        |
| 2008/09 | 4.941        |

| Época   | Assistências |
| ------- | ------------ |
| 2009/10 | 3.490        |
| 2010/11 | 3.440        |
| 2011/12 | 3.827        |
| 2012/13 | 3.706        |
| 2013/14 | 3.550        |
| 2014/15 | 4.511        |
| 2015/16 | 6.146        |
| 2016/17 | 7.818        |
| 2017/18 | 7.072        |
| 2018/19 | 6.622        |

| Época   | Assistências |
| ------- | ------------ |
| 2019/20 | 4.283        |
| 2020/21 | 0            |
| 2021/22 | 3.808        |
| 2022/23 | 8.509        |
| 2023/24 | 7.320        |
| 2024/25 | 5.579        |
| 2025/26 |              |
| 2026/27 |              |
| 2027/28 |              |
| 2028/29 |              |

 Atualizado em 28 de março de 2024